# Relaciones Alemania-Colombia
Las relaciones entre Alemania y Colombia, o relaciones colombo-germánicas son las relaciones diplomáticas entre la República Federal de Alemania y la República de Colombia. Ambos gobiernos mantienen una relación amistosa y conexiones regulares desde el siglo XIX.

## Historia

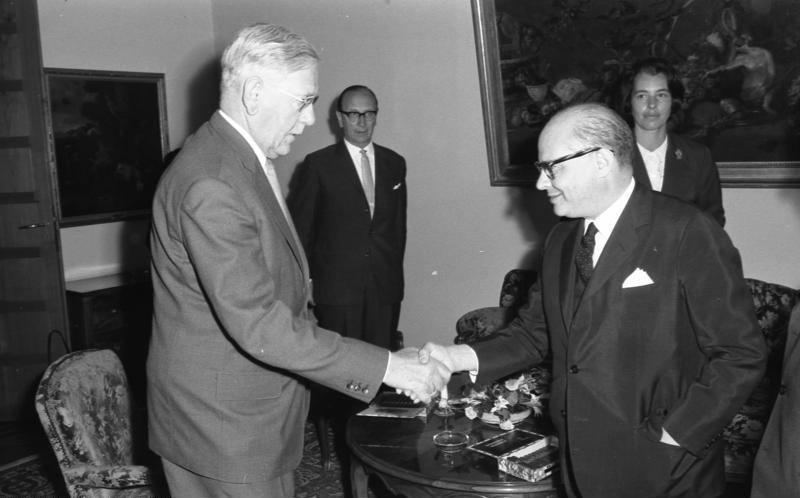
En 1964, el exministro Federal de Tareas Especiales Heinrich Krone recibió al presidente del Partido Liberal de Colombia Carlos Lleras Restrepo.

El primer contacto entre ambas naciones empezó con el conquistador alemán Ambrosius Ehinger quién murió en 1533 cerca de Chinácota, Colombia. Sin embargo, las relaciones diplomáticas entre Alemania y Colombia fueron iniciadas en el año 1882 y en 1892 se oficializó con el Acta de ratificación del Tratado Consular, de Comercio y de Navegación. Cuando empezó la Primera Guerra Mundial, Colombia se declaró neutral a pesar de las protestas de los aliados. El hecho más importante durante esta época fue cuando el crucero Prinz August Wilhelm se refugió en Puerto Colombia, que terminó siendo incendiado y hundido por su tripulación al perder Alemania la guerra en 1918.
En el año 1919 fue fundada la aerolínea Sociedad Colombo-Alemana de Transportes Aéreos (SCADTA, hoy en día Avianca), por una unión de hombres de negocios colombianos y alemanes, la cual fue la segunda compañía aérea fundada en el mundo.

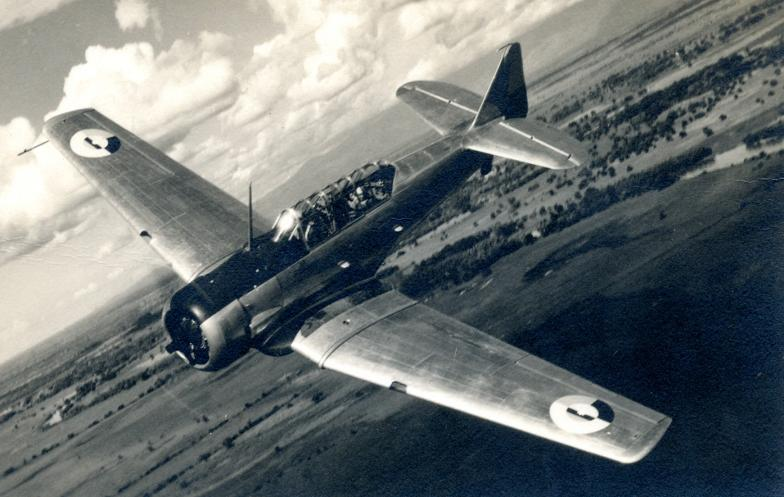
Aeronave colombiana T-6 Texan que participó en la Segunda Guerra Mundial.

En los años de entreguerra los intereses alemanes en Colombia siguieron siendo buenas, y con Alemania haciendo énfasis en la "propaganda cultural", es decir, intentando fortalecer las influencias culturales en Colombia, aunque los intereses de este país fueron decayendo poco a poco en favor de Estados Unidos. Al iniciar la Segunda Guerra Mundial, Colombia se declaró neutral, pero corto relaciones diplomáticas después del Ataque a Pearl Harbor. Y le declaró la guerra en 1943 después de una serie de incidentes en la Batalla del Caribe , en los que submarinos alemanes hundieron a las naves colombianas SS Resolute, SS Roamar, SS Urious y SS Ruby. El único enfrentamiento que hubo fue la batalla naval entre la destructor ARC Caldas y el submarino U-154, que no resultó en ninguna víctima. También se confiscaron propiedades y se internó a ciudadanos alemanes.
En el siglo XXI y ante los Acuerdos de paz entre el gobierno de Juan Manuel Santos y las FARC-EP, Alemania ofreció apoyo financiero para el periodo de posconflicto, más precisamente 75 millones de euros.

## Relaciones económicas
Alemania exportó productos por un valor de 2 173 254 miles de dólares, siendo los principales productos de maquínaria, químicos y automotores, mientras que Colombia exportó productos por un valor de 449 453 miles de dólares, siendo los principales café y banano.

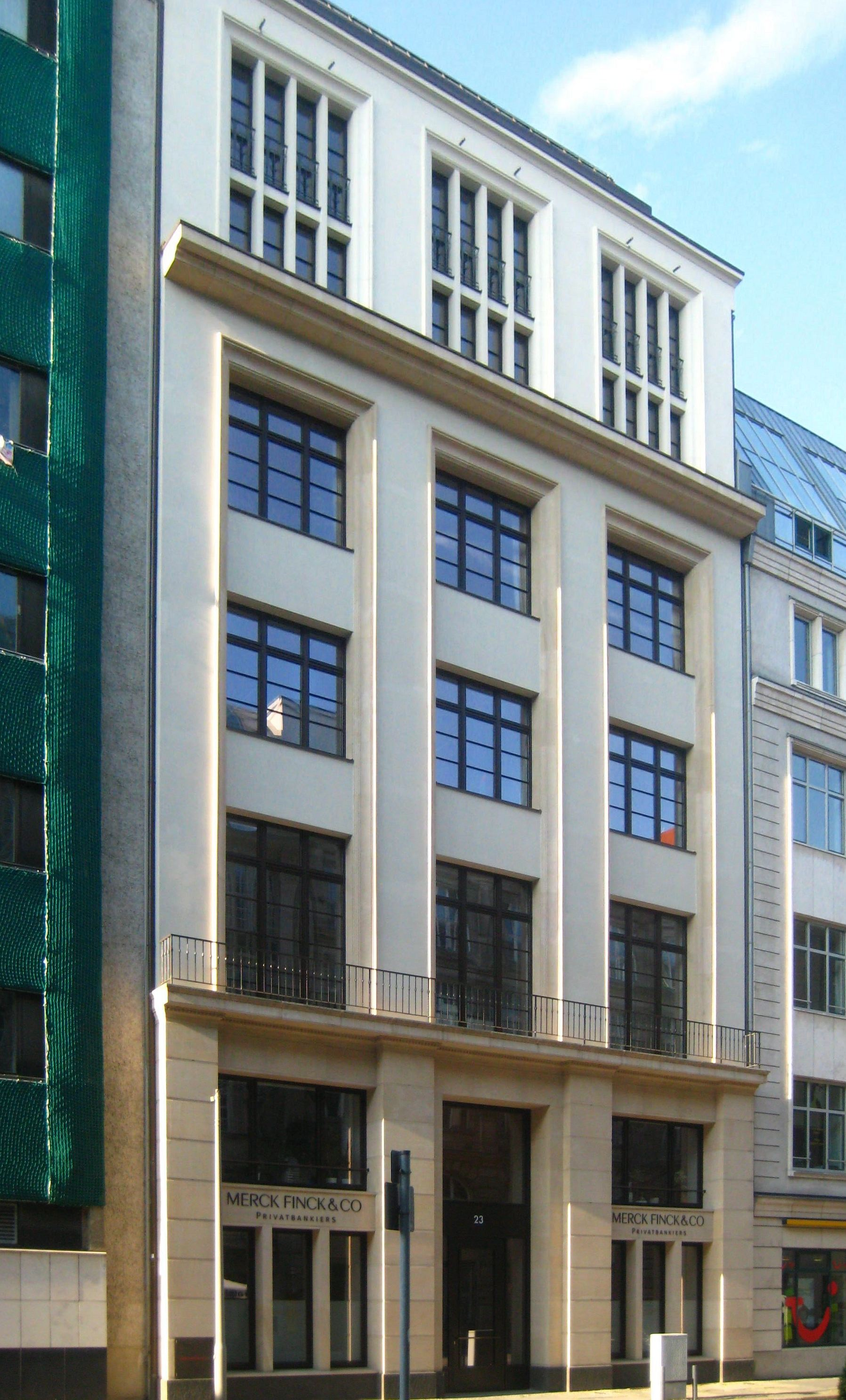
Embajada de Colombia en Berlín

## Misiones diplomáticas
- Alemania tiene una embajada en Bogotá.[11]
- Colombia tiene una embajada en Berlín y un consulado en Frankfurt.[12]